# Tetragnatha decipiens
Tetragnatha decipiens este o specie de păianjeni din genul Tetragnatha, familia Tetragnathidae, descrisă de Badcock în anul 1932.
Este endemică în Paraguay. Conform Catalogue of Life specia Tetragnatha decipiens nu are subspecii cunoscute.